# Yousef Fakhro
Yousef Fahkro (arabiska: يوسف فخرو), född 3 maj 1983 i Trelleborg, är en svensk före detta fotbollsspelare (mittback). 

## Karriär
Fakhro är född och uppvuxen i Trelleborg och började spela i Trelleborgs FF som sexåring. Han debuterade för TFF i Superettan 2002 på Ängelholms IP. Han har gjort ett mål i Allsvenskan under hela sin karriär; borta mot Gefle IF 2008. Han gjorde dock även ett självmål under säsongen 2008; självmålet gjordes i en 2–0-hemmaförlust mot IF Elfsborg den 7 maj 2008, en match där lagkamraten Mattias Thylander även lyckades göra ett självmål. Han spelade totalt 115 tävlingsmatcher för TFF i Allsvenskan och Superettan.
Den 1 mars 2013 skrev Fakhro på för division 3-klubben FC Höllviken. I december 2014 blev han klar för IFK Trelleborg.
Inför säsongen 2016 gick Fakhro till division 5-klubben MF Pelister. Han spelade 15 matcher och gjorde två mål under säsongen 2016. Säsongen 2017 spelade han tre matcher och gjorde ett mål i Division 4.